# عزلة بني أسعد (مديرية الرجم)

تعديل مصدري - تعديل

عزلة بني أسعد هي إحدى عزل مديرية الرجم في محافظة المحويت اليمنية ويبلغ تعداد سكانها 2316 نسمة حسب التعداد السكاني في اليمن لعام 2004.